# 赫伯特·吉尔平
赫伯特·吉尔平（英語：Herbert Kilpin，1870年1月24日—1916年10月22日）是一名英国足球運動員。他于1891年以队员和董事的双重身份加入了国际都灵队（Internazionale Torino）。1898年移居米兰，翌年他和阿尔弗雷德·爱德华兹共同建立了米兰板球与足球俱乐部（AC米兰），并任首任队长兼教练长达八年。
其间他获得了三次全国冠军（1901，1906，1907）。第一次世界大战爆发后他回到了英国并在那里去世。